# Spilogona rapax
Spilogona rapax är en tvåvingeart som först beskrevs av Frederick Wollaston Hutton 1901.  Spilogona rapax ingår i släktet Spilogona och familjen husflugor. Inga underarter finns listade i Catalogue of Life.